# Tartare

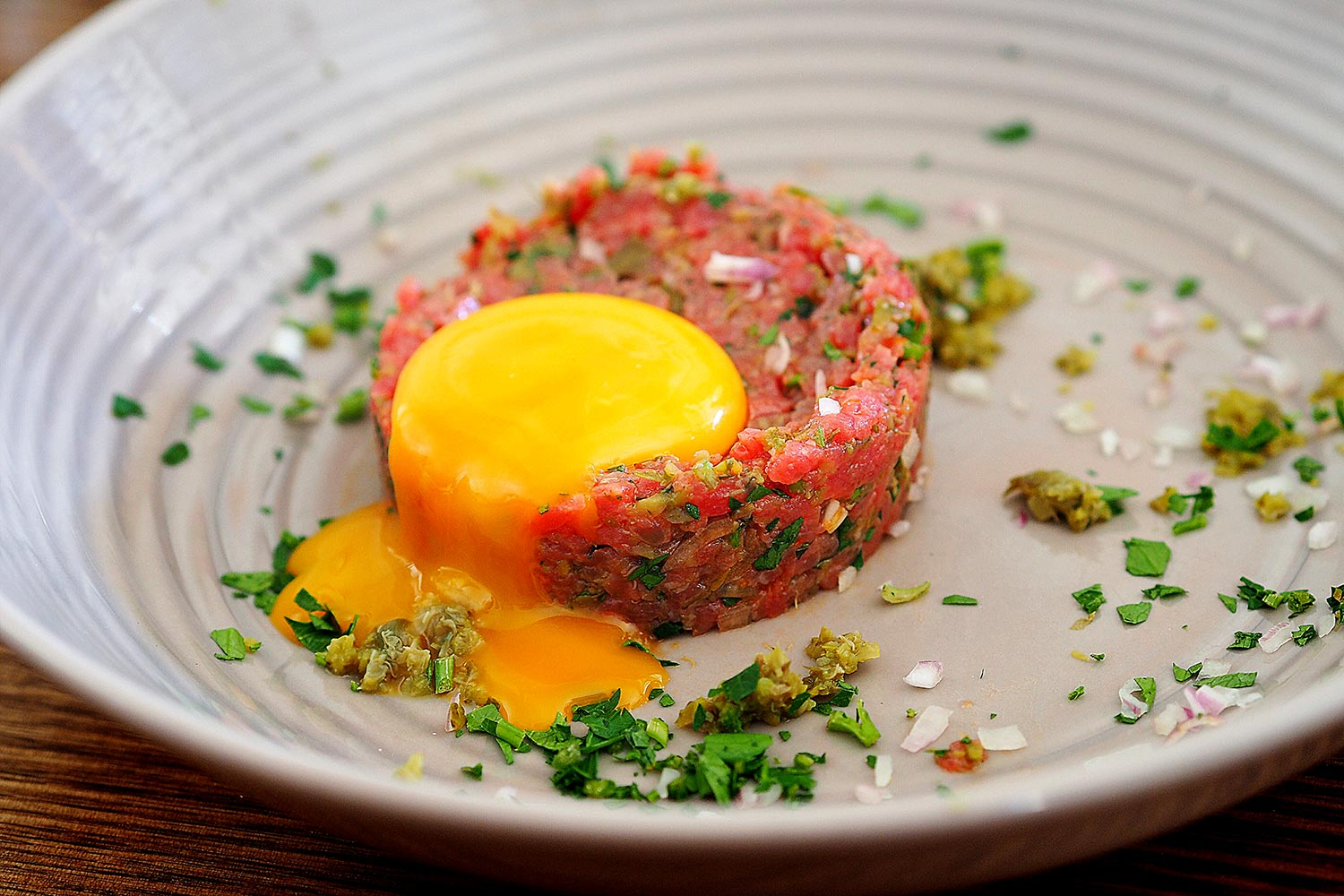
Tartare di manzo con tuorlo d'uovo

La tartàre (in italiano tàrtara) è una preparazione di carne o pesce crudo tritati finemente, con il tritacarne o, meglio, al coltello, a cui si possono aggiungere condimenti o salse, come cipolla, capperi, succo di limone, aceto balsamico, tuorlo d'uovo.

## Origine
È diffusa la leggenda secondo la quale il popolo nomade dei tartari, originario dell'Asia centrale, non avendo tempo per cucinare, poneva la carne essiccata sotto le selle dei propri cavalli per trovarla ammorbidita al momento del pasto.
Tuttavia, l'etimologia indica che il termine, sebbene con un'accezione differente, era già utilizzato molti secoli prima: nel tardo XIV in Francia il termine tatre indicava il deposito lasciato dopo la fermentazione, dal latino medievale tartarum, a sua volta derivato dal greco tartaron, indicante il residuo che si formava sulle pareti delle botti da vino. Non si esclude che l'originale greco derivi dal semitico.

## Descrizione

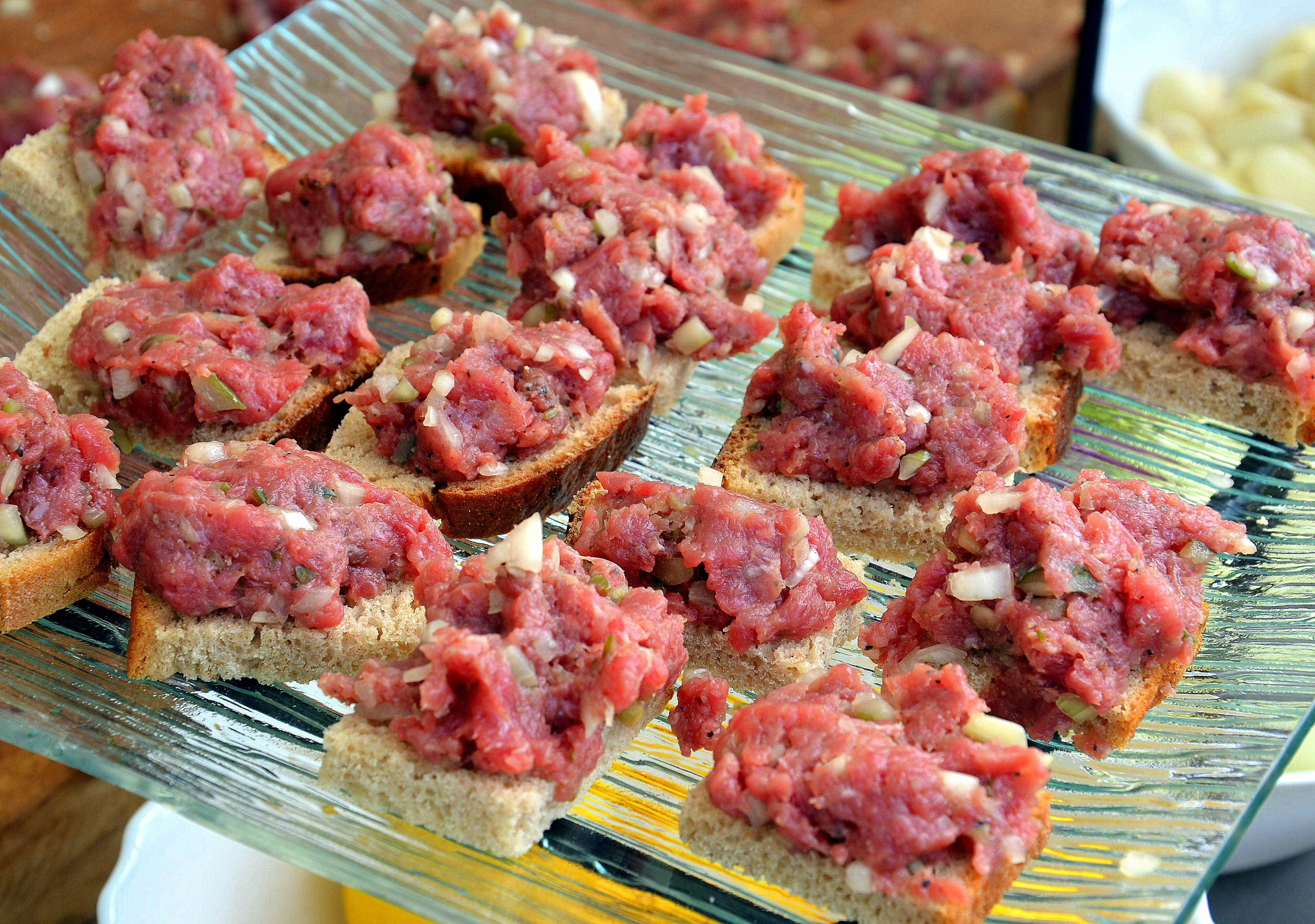
Tartara polacca

Alcuni esempi sono la "bistecca alla tartara", le tartare di tonno, di salmone, di cavallo o di cervo.
Nella cucina piemontese troviamo anche un piatto fatto con carne battuta al coltello (preparazione, quest'ultima, che ha il pregio di non "spremere" la carne, come avviene con la normale macinatura a macchina) e aglio a tocchetti, la cosiddetta carn crua ("carne cruda") o salada 'd carn crua ("insalata di carne cruda"), condita con olio d'oliva, sale, pepe e succo di limone. Spesso la carn crua è servita, in quantitativi modesti, insieme ad altri antipasti.
Varie versioni di tartàre esistono poi nella maggior parte delle regioni dell'Italia settentrionale. Nella cucina romagnola, ad esempio, la "carne cruda" è un macinato di girello o girello di spalla, lasciato a marinare in abbondante succo di limone, olio d'oliva, sale e pepe.

## Bistecca alla tartara

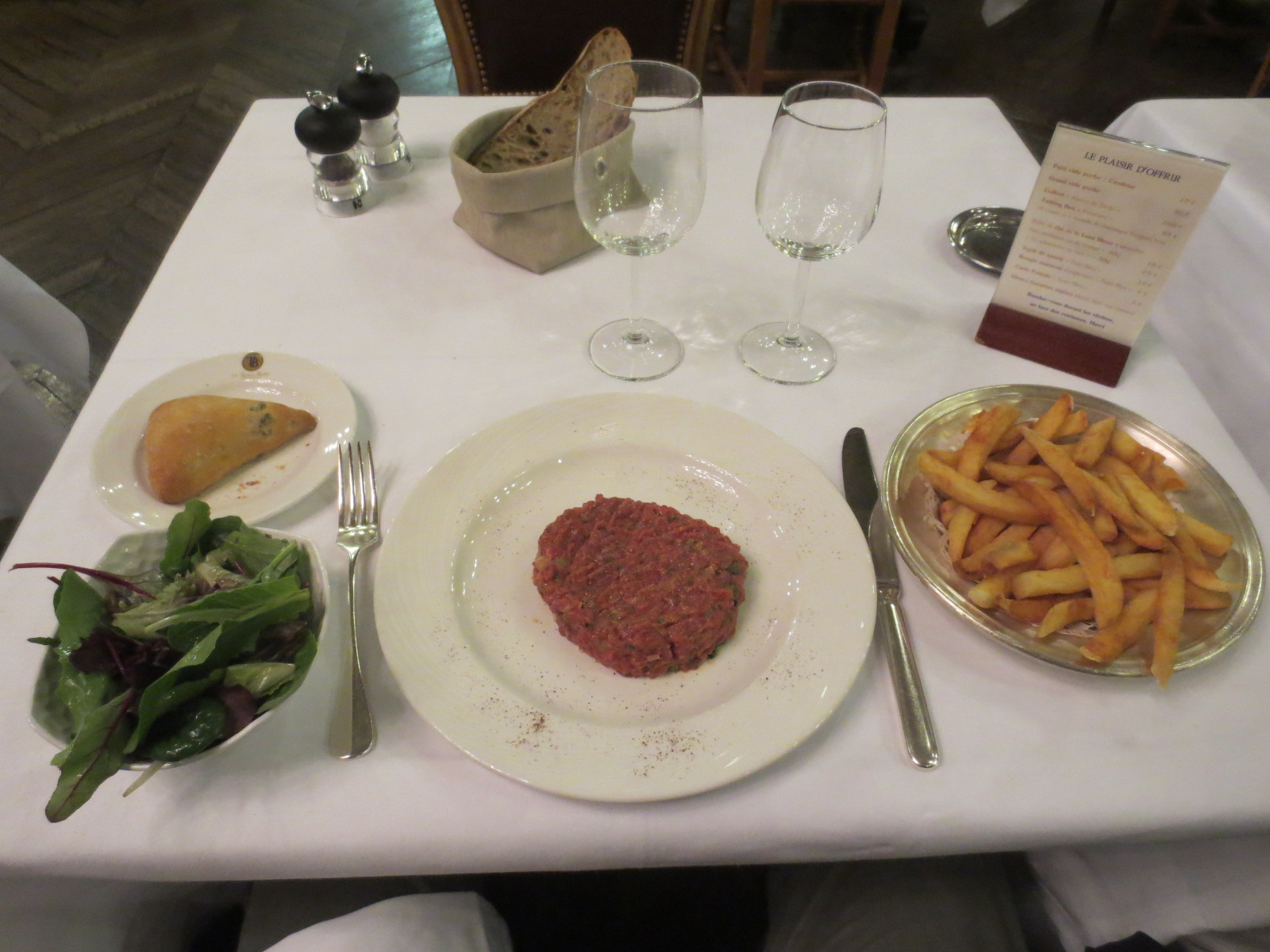
Steak tartare accompagnata da insalata mista e patate fritte.

Nota nel mondo anglosassone con il nome di steak tartare, è un piatto a base di carne bovina o carne equina macinata o finemente tritata e consumata cruda.
La ricetta prevede che dopo essere stata triturata la carne deve o marinare nel vino o in altri alcolici oppure viene aggiunto del succo di limone e deve essere speziata. Viene servita con l'aggiunta di cipolla, capperi, un tuorlo d'uovo e talvolta con della salsa tartara o della salsa Worcestershire; è accompagnata da pane o crostini.
Questo piatto è diffuso principalmente nell'Europa centrale, in Francia, in Belgio e nei Paesi Bassi anche se risale al Medioevo, quando le navi genovesi entrarono in contatto con le popolazioni nomadi del Mar Nero orientale e l'uso di consumare carne cruda si adattò alla cucina genovese con l'aggiunta di tutti gli ingredienti con cui oggi lo conosciamo. Può presentare diverse varianti.

### Varianti dellatartàredi carne bovina
La steak tartàre di carne bovina viene servita in numerose varianti, a seconda del paese o della regione di riferimento. 

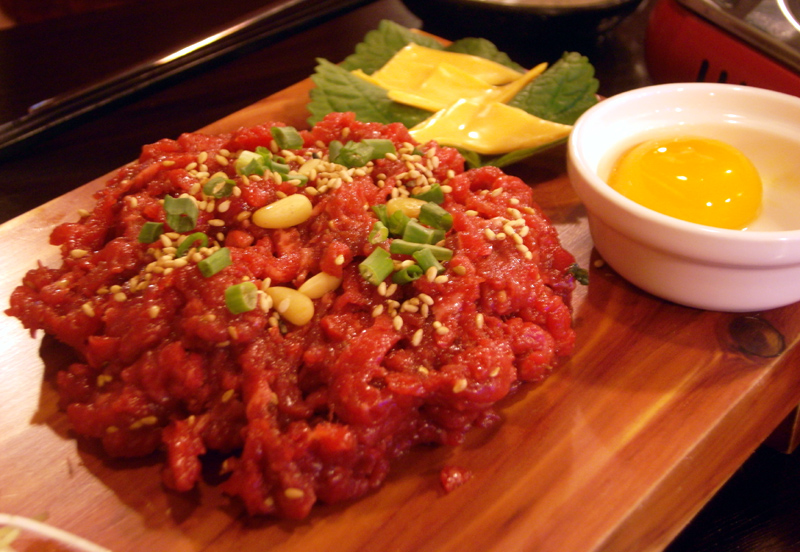
Yukhoe (cucina coreana), con l'uovo servito a parte
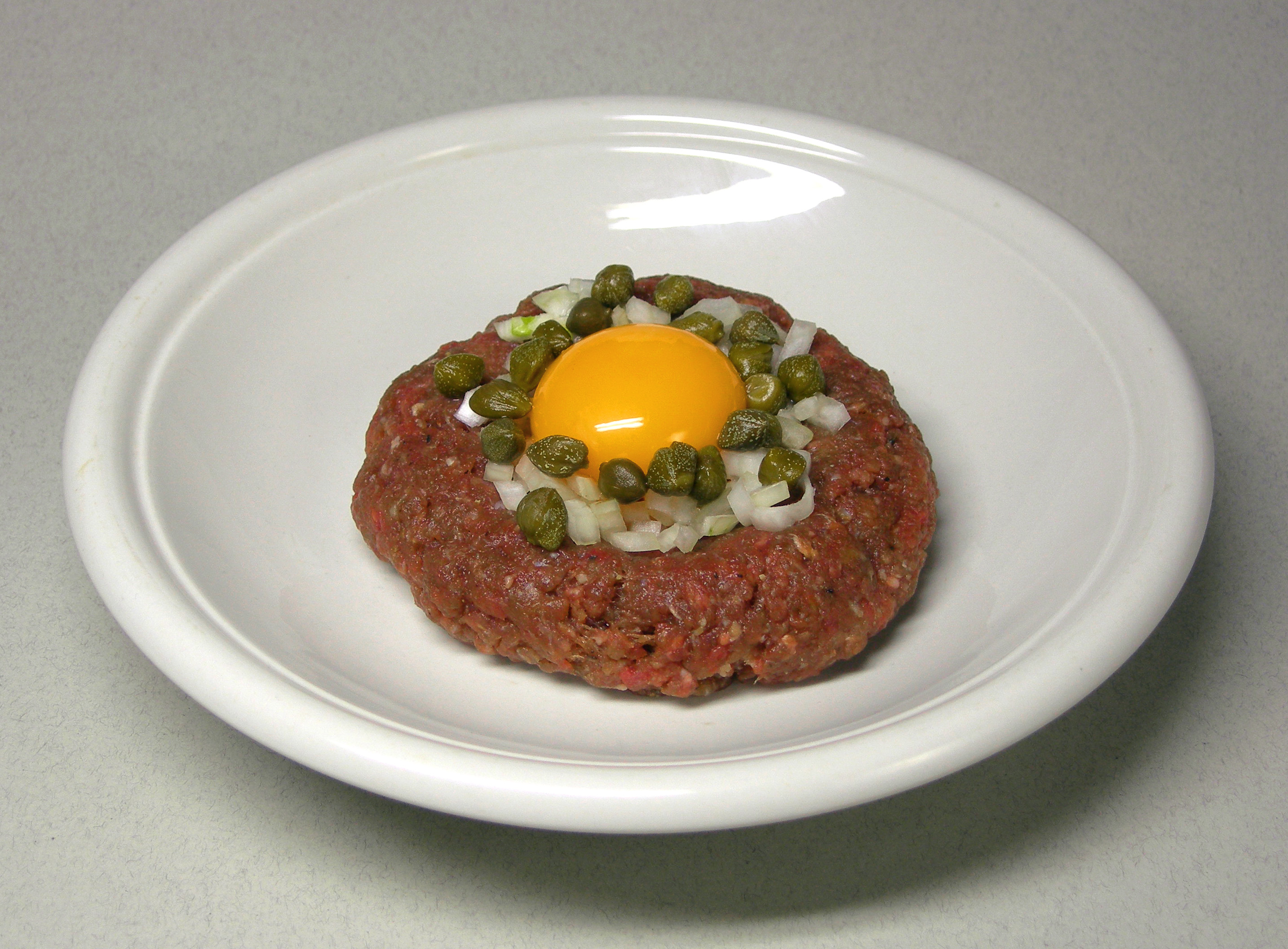
Steak tartare, con il tuorlo d'uovo al di sopra
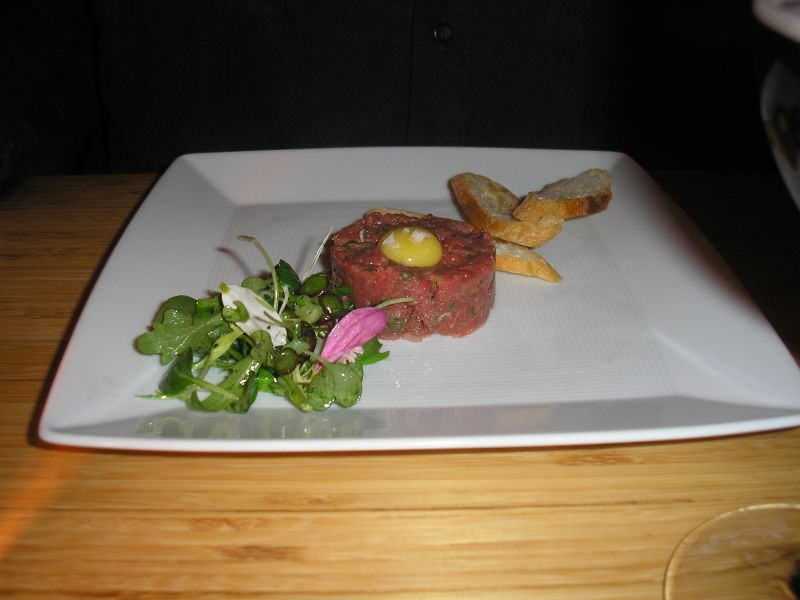
Steak tartare del Canada, anch'essa servita con il tuorlo d'uovo al di sopra

### Ilfilet américain

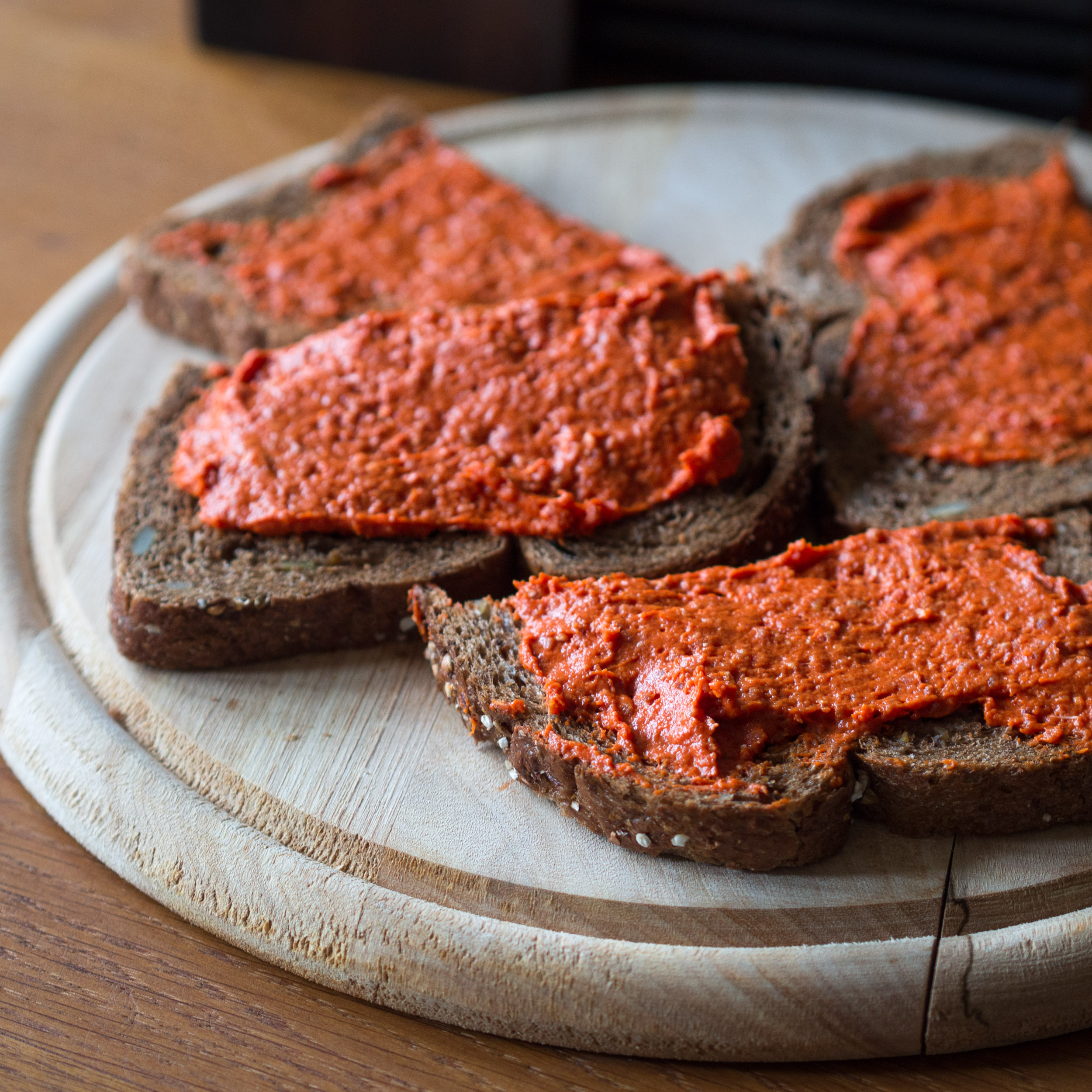
Filet américain servito su fette di pane

In Belgio, come nei dipartimenti francesi del Nord e del Passo di Calais, il trito di carne bovina cruda viene condito con maionese, mista a cipolla finemente tritata, salsa Worcestershire e capperi (questi ultimi possono essere serviti a parte). Questa preparazione prende il nome di filet américain (letteralmente: "filetto americano"). Ad esso si accompagnano, come contorno, patatine fritte (fr. = frites). Al ristorante il filet américain viene servito con accanto un boccettino di salsa Worcestershire, per eventuale aggiustamento secondo il gusto personale. Il filet américain può costituire la guarnitura di un sandwich e, se accompagnato da crudità, prende il nome di sandwich américain. La presentazione del filet américain su fette di pane tostato, con insieme delle crudità, prende il nome di cannibale.
La denominazione di filet américain gli è stata attribuita dal suo creatore, lo chef Joseph Niels, che ne elaborò nel 1926 la ricetta originale.

## Pericoli sanitari
A causa della mancata cottura questi piatti hanno probabilità maggiori di essere contaminati da batteri e parassiti.